# 4777 Aksenov
4777 Aksenov (1976 SM2) là một tiểu hành tinh vành đai chính được phát hiện ngày 24 tháng 9 năm 1976 bởi Chernykh, N. S. ở Nauchnyj. 
Tiểu hành tinh đặt tên theo Evgenij Petrovich Askenov, nhà vật lý Nga thuộc Học viện vũ trụ Sternberg.